# Abnub (biskup koptyjski)
Abnub (ur. 2 lutego 1957) – duchowny Koptyjskiego Kościoła Ortodoksyjnego, od 2013 biskup Al-Mukattam.

## Życiorys
17 kwietnia 1994 złożył śluby zakonne. Święcenia kapłańskie przyjął 23 stycznia 2005. Sakrę biskupią otrzymał 15 czerwca 2013.